# Perdita octomaculata
Perdita octomaculata là một loài Hymenoptera trong họ Andrenidae. Loài này được Say mô tả khoa học năm 1824.

## Hình ảnh

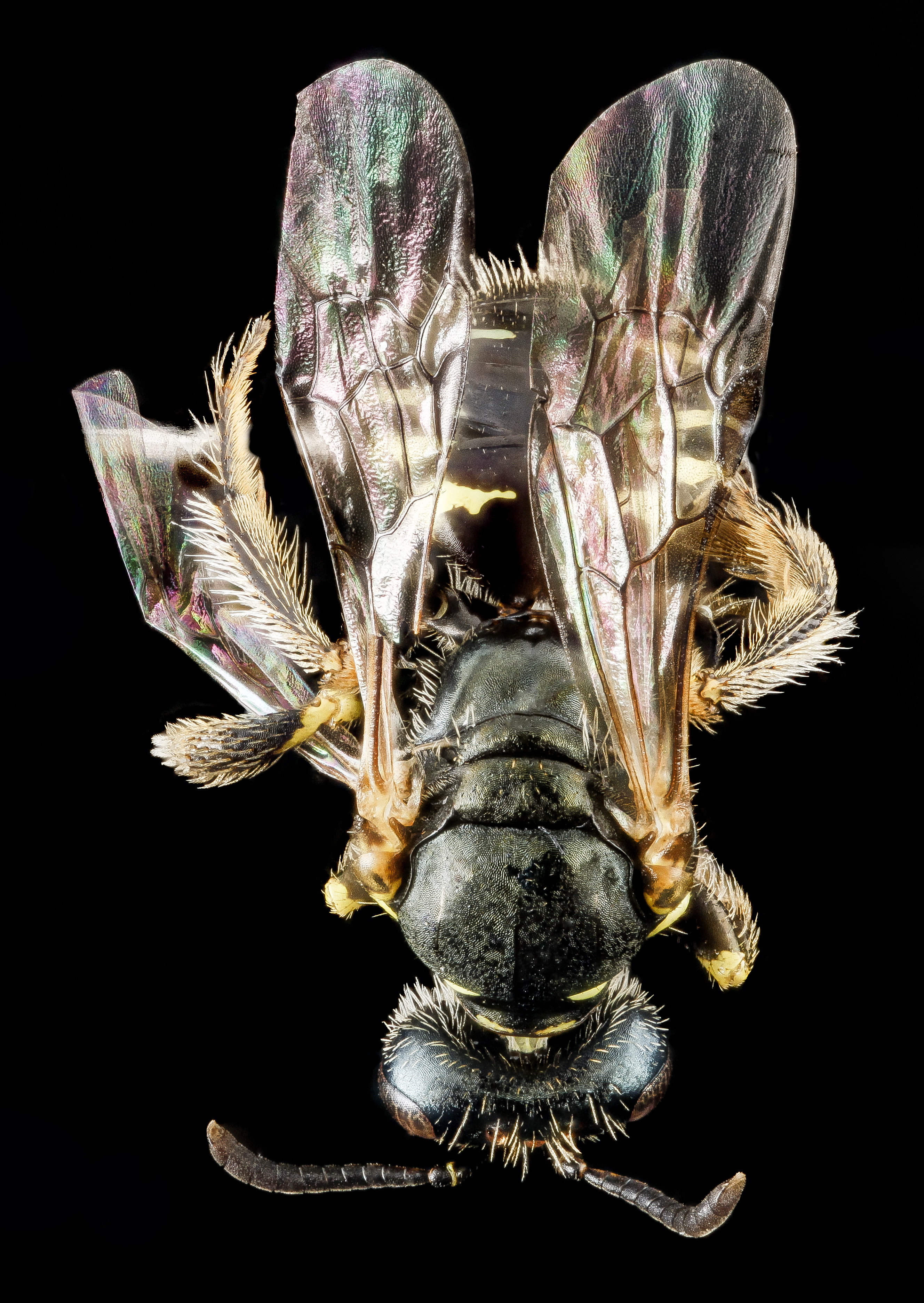
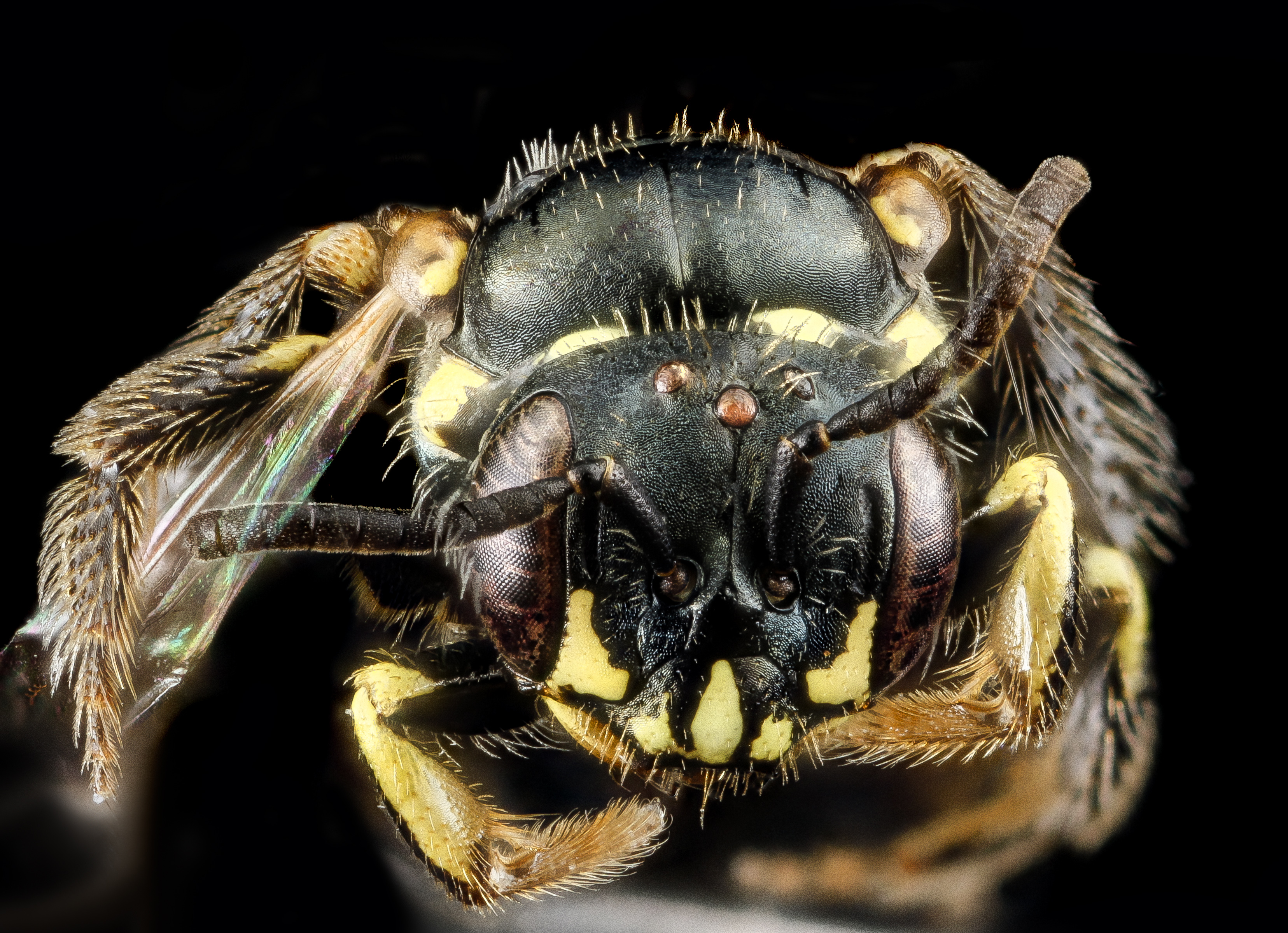
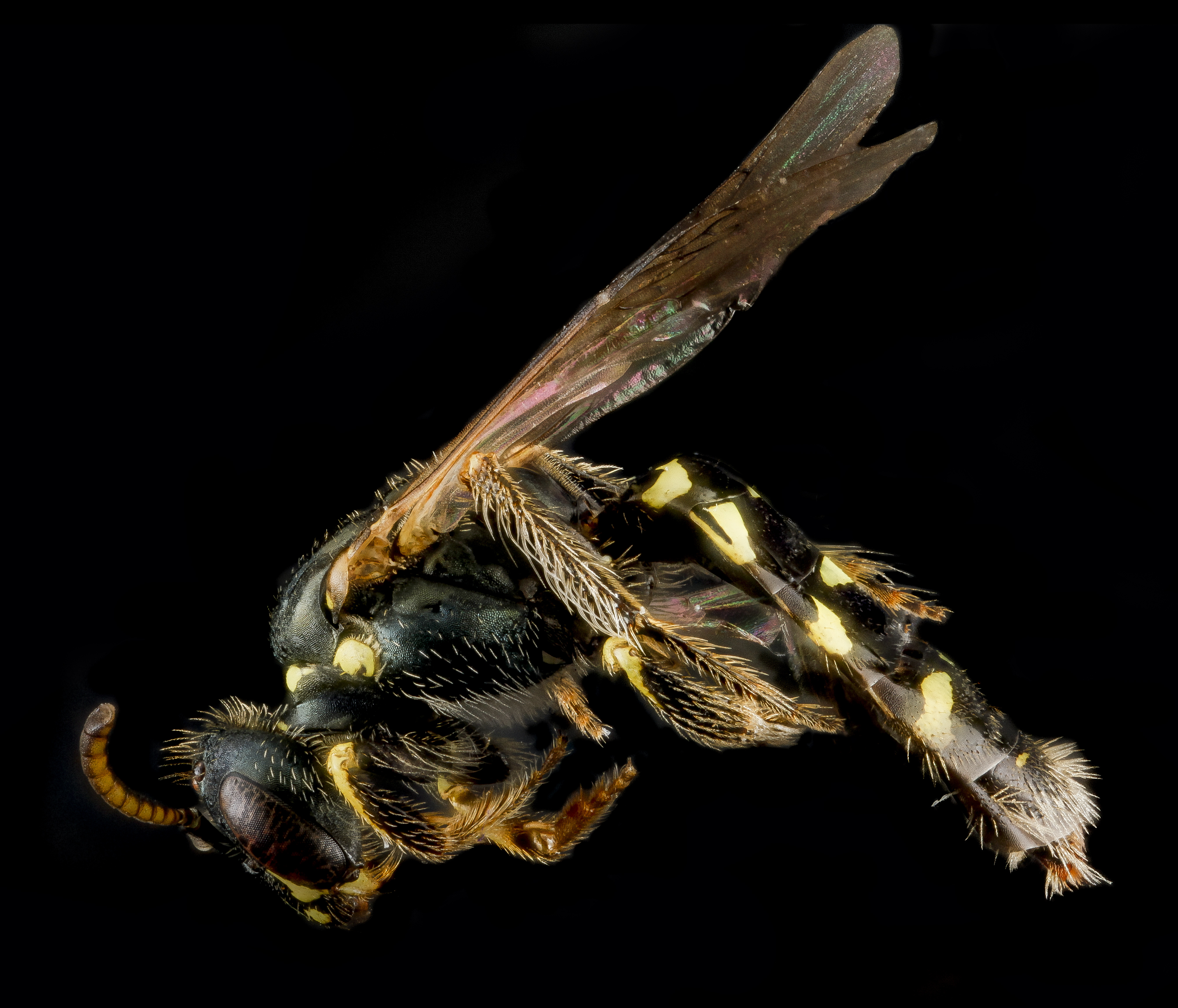
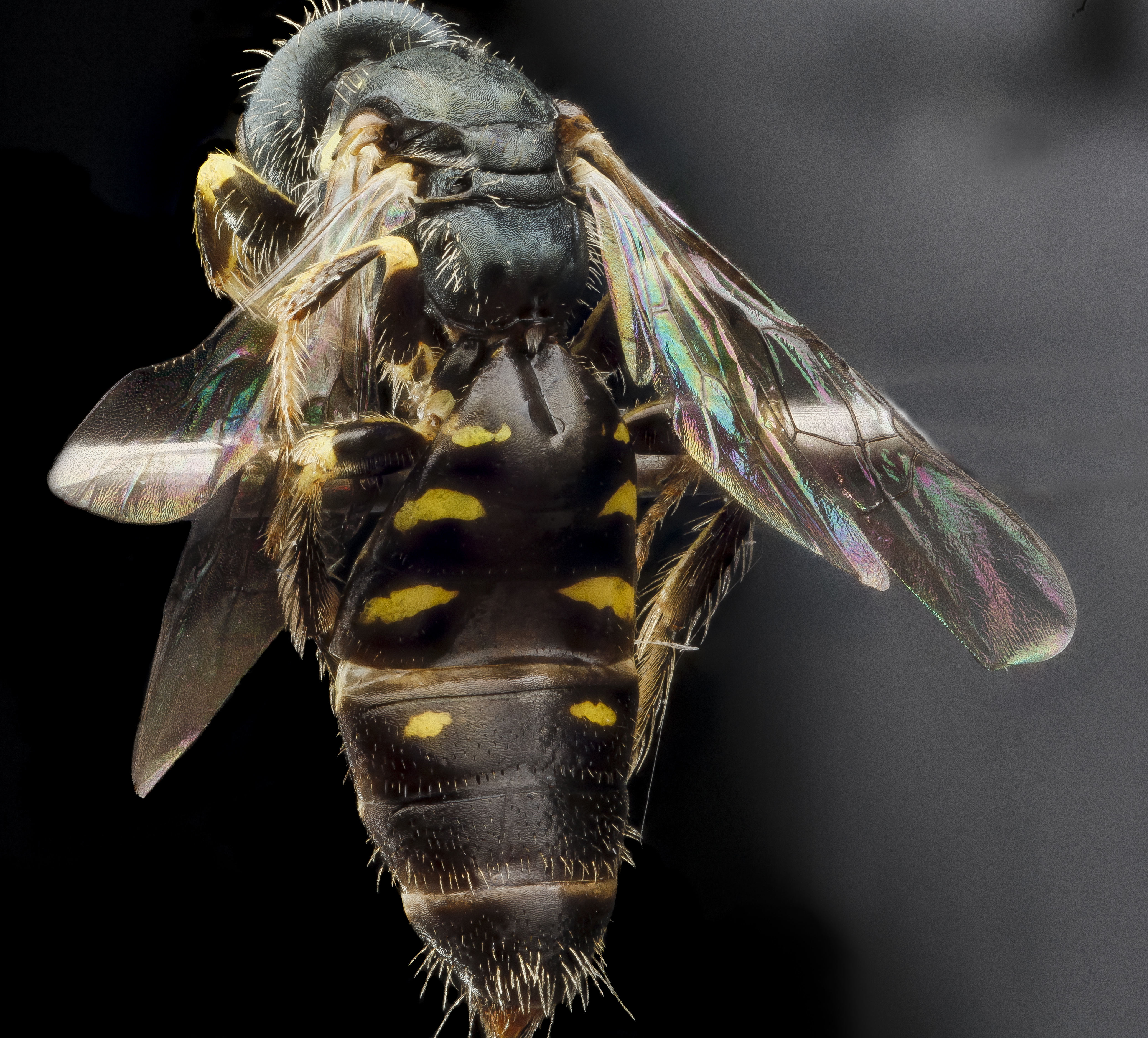